# Росас, Иван
Иван Марсело Росас Агуэро (исп. Iván Marcelo Rozas Agüero; 1 июля 1998 года, Темуко, Чили) — чилийский футболист, играющий на позиции полузащитника. Ныне выступает за чилийский клуб «Универсидад де Чили».

## Карьера
Росас является воспитанником «Универсидад де Чили». С 2017 года — игрок основной команды. 26 февраля 2017 года дебютировал в чилийской Примере в поединке против «Эвертона», выйдя в стартовом составе и будучи заменённым на 60-й минуте Лукасом Онтиверо